# Frontschürze

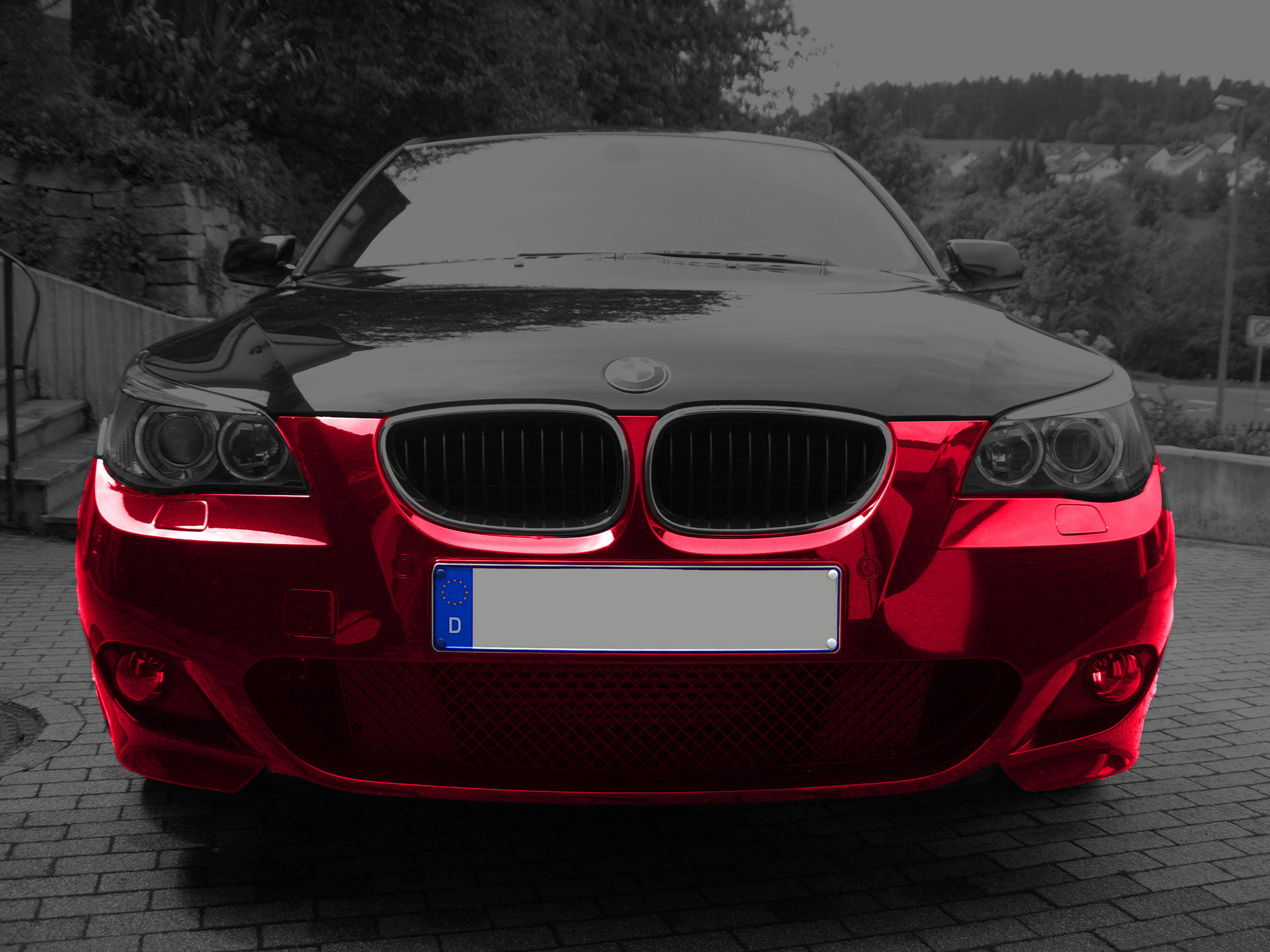
Hervorgehobene Frontschürze eines BMW E60

Die Frontschürze ist jener Teil im vorderen Bereich einer Personenkraftwagen-Karosserie, der sich direkt unterhalb der Motorhaube befindet. Sie ist so groß und stabil, dass sie die Funktion der Stoßabsorption mit übernimmt. Ältere Modelle tragen dazu zwischen Motorhaube und Frontschürze noch einen Stoßfänger als separates Bauteil. 
Analog zur Frontschürze verfügen Pkw am Heck auch über eine Heckschürze.
In früheren Jahrzehnten wurden die Front- und Heckschürze aus lackiertem Stahlblech gefertigt und zählten, da im Spritzbereich der Räder gelegen, bei vielen Modellen zu den rostanfälligen Karosserieteilen. Erst im Verlauf der 1980er- und 1990er-Jahre gingen die Hersteller dazu über, die Schürzen aus Kunststoffen zu fertigen. Zu den ersten Pkw mit voluminöser Kunststoffschürze zählt der Renault 5, der sie bereits ab 1972 hatte.
In die Frontschürze sind gewöhnlich Öffnungen für den Kühlluftzutritt integriert. Auch können dort Nebelscheinwerfer angebracht sein. Frontschürzen tragen außerdem meist einen integrierten Frontspoiler. Durch die Frontschürze wird die Luftführung unter dem Fahrzeug wesentlich beeinflusst, weshalb die Schürze eines der wichtigsten Teile für die aerodynamische Durchgestaltung ist. 
Auch bei Eisenbahnfahrzeugen bezeichnet man das Bauteil unterhalb der Stoßvorrichtung als Frontschürze.